# Chayanne
Elmer Figueroa Arce (San Lorenzo, 28 de junio de 1968), conocido por su nombre artístico Chayanne, es un cantante, compositor, bailarín y actor puertorriqueño. 
Como solista, ha lanzado quince álbumes de estudio y se estima que ha vendido unos 40 millones de discos a nivel mundial lo que lo convierte en uno de los artistas latinos con mayores ventas. Entre sus sencillos más exitosos se encuentran: «Fiesta en América», «Tu pirata soy yo», «Tiempo de vals», «Completamente enamorados», «Volver a nacer», «Atado a tu amor», «Dejaría todo», «Salomé», «Y tú te vas», «Torero», «Un siglo sin ti», «Si nos quedara poco tiempo», «Me enamoré de ti», «Humanos a Marte», «Madre Tierra (Oye)» y «Bailando bachata».

## Biografía
Nació el 28 de junio de 1968 en San Lorenzo, un municipio de Puerto Rico localizado en el área sureste de la isla. Sus padres fueron Quintino Figueroa e Irma Luz Arce. Su nombre artístico "Chayanne" se lo dio su madre, en honor a su aprecio por la serie de televisión estadounidense de la década de 1950 llamada Cheyenne.

## Carrera musical

### Años 1970
En 1978, después de ganar una audición para ser integrante de un grupo juvenil, comienza su carrera en el grupo Los Chicos. El grupo estaba formado por 4 integrantes, Tony, Rey, Miguel y Chayanne. Los Chicos tuvieron una gran popularidad en Centroamérica, México, algunos países de Suramérica y en Puerto Rico. Realizaron varias giras, además grabaron 5 discos, y la película Conexión Caribe en 1983. Después de algunos problemas dentro del grupo, se anunció la salida de dos de sus integrantes, incluido Chayanne. Se seleccionaron nuevos integrantes para sustituir a los que habían dejado el grupo.

### Años 1980
Tras la separación del grupo «Los Chicos», en 1983, y en medio de tomar la decisión de continuar con su carrera como solista, conoce al empresario puertorriqueño Gustavo Sánchez, el cual le ofrece viajar a México, para iniciar las grabaciones, a partir de ese momento Gustavo Sánchez se convertiría en su mánager durante casi 10 años.
En 1984 lanza al mercado su álbum debut de estudio como solista, bajo la casa disquera RCA Ariola, titulado Chayanne es mi nombre, producido por el ingeniero José Antonio Álvarez Alija. Se incursiona en la radio con temas como «Y qué culpa tengo yo», filmando su primer vídeo, «Chayanne es mi nombre» y de «Dos en dos», los cuales tuvieron éxito principalmente en la radio.
En 1986 continúa su carrera y publica su álbum Sangre latina, bajo el sello musical RCA Ariola, también producido por el ingeniero José Antonio Álvarez Alija y promociona temas como: «Vuelve», «Una foto para dos» y «Jana» lo que le permitió seguir creciendo en su carrera de forma muy alentadora.
En 1987 y debido al éxito que obtuvo en sus primeros años, recibe un contrato para firmar con CBS Records (actualmente Sony Music) y graba su primer disco homónimo Chayanne '87, con el cual se dio a conocer en toda Latinoamérica, como las canciones de: «Fiesta en América», con la que comienza a marcar un estilo único, debido a su baile y las grandes coreografías y se unieron a esta canciones como: «Digo no» y «Violeta».
Promociona baladas como «Peligro de amor», «Para tenerte otra vez», «Te deseo» y «Emociones cuantas emociones». El éxito de este álbum lo llevaría a editar una versión para el mercado en portugués.
El 1 de noviembre de 1988 lanza al mercado su segundo álbum homónimo llamado Chayanne II, con el cual tendría un gran éxito, con las canciones que se colocarían en los primeros lugares, como «Tu pirata soy yo», «Fuiste un trozo de hielo en la escarcha», «Fantasías», «Palo bonito», y «Este ritmo se baila así»; con esta última canción se gana un premio MTV a mejor video musical de MTV Internacional en 1989 y con la cual sería el primer artista latino en grabar un comercial para Pepsi en el que sería pasado de costa a costa por todos los Estados Unidos completamente en español durante la emisión de los premios Grammy americanos y la segunda ocasión en editar un disco para el mercado de Brasil.

### Años 1990
El 7 de agosto de 1990 lanza al mercado su quinto álbum de estudio como solista titulado Tiempo de vals con el que empieza a dar un giro a su carrera dirigiéndose a las personas más adultas, y promociona las canciones como «Completamente enamorados», «Daría cualquier cosa», «Soleil, Soleil», «Tiempo de vals» y «La fuerza de amar» en el que conseguirían ser el número uno en los diversos países de Latinoamérica. Con la canción de "Simon sez", pues allí sería la segunda ocasión en grabar un comercial para Pepsi.
El 21 de julio de 1992 se lanza al mercado Provócame, disco con el que cambia su imagen a una más atrevida y madura, pelo rizado un poco más largo, barba, patillas largas, botas, chaqueta de cuero, dimensionando un momento importante en su carrera, y colocándolo como un 'sex-symbol' latino. Se coloca en los primeros lugares en la música en Latinoamérica con temas como «Provócame», «El centro de mi corazón", «Isla desnuda», «Mi primer amor», «Mimí», «Socca Dance», «El arte de amar», «Todo el mundo necesita un beso» y «Éxxtasis».
El 27 de septiembre de 1994 se lanza al mercado su séptimo álbum de estudio: Influencias, en donde versiona los temas más famosos de los cantantes latinos como: José José, Camilo Sesto, Juan Gabriel, Roberto Carlos, Sandro, Rubén Blades, José Feliciano, etc. Durante este proceso, termina su relación profesional con Gustavo Sánchez, y se retira de los escenarios por un tiempo.
El 17 de septiembre de 1996 regresa para grabar su octavo álbum de estudio, con su propio equipo de producción: CHAF Enterprises Inc; con el disco Volver a nacer, con el cual se vuelve a colocar en los primeros lugares de la música latina, promocionando las canciones como «Sólo traigo mi ritmo», «Volver a nacer», «Solamente tu amor», «Tal vez es amor», «Baila, baila», «Sólo pienso en ti», «Guajira» y «Entre mis recuerdos».
El 29 de septiembre de 1998 se lanza al mercado su noveno álbum de estudio llamado, Atado a tu amor, siendo el disco más vendido de su carrera y con el que se da a conocer en varios países de Europa, como Italia, Países Bajos, Portugal, Turquía y España; este último país se consolidaría como un artista de gran forma, y se colocaría a varios números uno, como la canción de  «Salomé» con el que también se coloca como un gran éxito en Latinoamérica, y «Enamorado». Las baladas «Lo dejaría todo», «Atado a tu amor», y «Pienso en ti» igualmente se lograrían posicionarse dentro de las carteleras musicales de Latinoamérica; y además, un tema de su película en Hollywood llamada Dance With Me; como es la canción llamada «Refugio de amor» (You Are My Home), que la hace a duo con Vanessa Williams, en el alcanzaría un éxito de gran popularidad.

### Años 2000

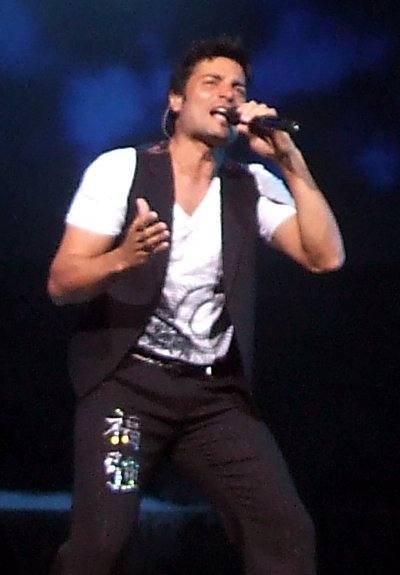
Chayanne en un concierto en 2007.

El 3 de octubre de 2000 Chayanne lanza al mercado su álbum Simplemente y continúa con su exitosa carrera, debido a los temas como «Simplemente», «Yo te amo», «Candela», «Ay, mamá», «Mariana Mambo», «Boom, boom» y un bonus track llamado «Vivo» (Alive), entre otras canciones más.
El álbum incluye un dueto con el cantautor panameño Rubén Blades como el tema «Cuando un amor se va» y un tema cantado conjuntamente con Jennifer Lopez, titulado «Dame», añadido como bonus track. Este nuevo álbum de Chayanne obtuvo un gran éxito y fue nominado a los Premios Grammy, como mejor álbum pop latino.
En 2001, interpretó la canción «Dónde va tu sueño», de la versión para el público hispano de la película infantil Atlantis: el imperio perdido.
El 15 de abril de 2002 sale a la venta su tercer álbum recopilatorio y su primer álbum de Grandes éxitos con los temas más importantes de su carrera desde 1987 hasta esa fecha, además de tres canciones inéditas entre ellas «Torero» e «Y tú te vas» (Ganadora de un premio Billboard Latino), y cuyos videoclips fueron grabados en Buenos Aires, Argentina y que se convertirían rápidamente en el número uno, además de la canción «Quisiera ser», promocionada en la radio.
El 26 de agosto de 2003 sale a la venta Sincero, en donde Chayanne incursiona en los nuevos ritmos promocionando canciones como «Sentada aquí en mi alma», «Caprichosa», «Un siglo sin ti» (filmada por Franco de Vita), «Cuidarte el alma», «Dulce y peligrosa», «Santa Sofía» y «Vaivén»; sencillo promocionado en España.
El 29 de marzo de 2005 saca al mercado su cuarto álbum recopilatorio llamado: Desde siempre compuesto por canciones románticas que llegaron a ser el número uno en su momento, como: «Fuiste un trozo de hielo en la escarcha», «Daría cualquier cosa», «El centro de mi corazón», «Solamente tu amor», entre otros y una versión de Franco de Vita: «Contra vientos y mareas».
El 27 de septiembre de 2005 publica su nuevo trabajo discográfico llamado: Cautivo, y los temas que fueron promocionados son: «No te preocupes por mí», «Te echo de menos» y «No sé por qué».
El 10 de abril de 2007 sale a la venta Mi tiempo, 13° álbum de estudio de la carrera de Chayanne, y allí se promocionan los sencillos como «Si nos quedara poco tiempo», el cual obtuvo el primer puesto en varios países, y otras canciones como: «Lola», «Tengo miedo», «Indispensable», «Te amaré» y «Bailarina».
En 2007 graba su primer álbum en directo titulado: Vivo; ejecutado en un concierto en el estadio del River Plate en Buenos Aires, Argentina y es lanzado al mercado el 28 de octubre de 2008.

### Años 2010
El 23 de febrero de 2010 sale a la venta su 14° álbum de estudio llamado No hay imposibles, en donde la canción: «Me enamoré de ti» (fue lanzado el 12 de octubre de 2009 en las radioemisoras latinoamericanas y españolas) es el tema principal de la telenovela mexicana de Televisa Corazón salvaje (2009-2010). Otros temas promocionados del álbum fueron: «Tu boca», «Dime», «Siento», «Si no estás» y «Me pierdo contigo».
El 7 de febrero de 2012, se lanza al mercado un nuevo álbum en vivo llamado A solas con Chayanne, en el que fue grabado durante un concierto realizado en el Auditorio Nacional de la Ciudad de México en los días jueves 9 y viernes 10 de junio de 2011 con su la gira No hay imposibles.
El 29 de agosto de 2011 lanza el sencillo «Amorcito corazón» (que es una versión de la canción de Pedro Infante) en el que fue tema principal de la telenovela mexicana de Televisa del mismo nombre (2011-2012).
El videoclip «Amorcito corazón» fue filmado en la colonia San Rafael de la Ciudad de México en color y en blanco y negro y fue dirigido por Ricardo Calderón.
El 25 de agosto de 2014 se lanza al mercado su 15° álbum de estudio titulado: En todo estaré y luego de 4 años de silencio fue publicado su último trabajo discográfico en estudio llamado: No hay imposibles (2010). En este álbum Chayanne, ha coescrito alguno de los temas, contando además con la colaboración de los grandes compositores, como Franco De Vita, Estéfano y Vladimir Dotel. El sencillo promocional es: «Humanos a Marte» que cuenta además con una versión remix junto al cantante puertorriqueño Yandel del ex dúo Wisin & Yandel. A esta se unen canciones como «Tu respiración», «Madre tierra» y «Bailando dos corazones». Como parte de la extensa gira promocional para presentar este nuevo álbum, Chayanne realizó giras en República Dominicana, Argentina, Chile, México, España, Estados Unidos, Puerto Rico y Centroamérica.
El 21 de abril de 2017 Chayanne lanza su nueva canción «Qué me has hecho», interpretada junto al cantante Wisin.
El 10 de noviembre de 2017 lanza su nueva canción llamada «Choka choka», interpretada junto a Ozuna. El videoclip del tema publicado en YouTube en donde obtuvo miles de visitas a pocas horas de su estreno, este es el segundo sencillo de lo que sería su próximo álbum de estudio.

### Años 2020
El 24 de junio de 2022 Chayanne comparte con su público su nuevo single llamado Te amo y punto en el que marca su regreso musical y comienzo de su nueva etapa como artista.
El 30 de septiembre de 2022 Chayanne se presenta en los Premios Billboard su nuevo sencillo "Como tú y yo". Asimismo recibe el "Premio Ícono de Billboard 2022".
En noviembre de 2024, Chayanne anunció su regreso a España con la gira "Bailemos Otra Vez". El cantante puertorriqueño ofrecerá nueve conciertos en las diferentes ciudades españolas entre el 16 de mayo y el 6 de junio de 2025, marcando su retorno a los escenarios españoles después de 14 años. Durante estos conciertos, los asistentes podrán disfrutar de sus clásicos como "Torero" y "Dejaría todo", junto con sus éxitos más recientes, incluyendo "Bailemos Bachata". Las entradas estarán disponibles a partir del 27 de noviembre de 2024.

## Carrera actoral
En la década de 1980, Chayanne participó en varias telenovelas y protagonizó la serie cómica Generaciones, con Luis Antonio Rivera. Recientemente, ha recibido varias ofertas para trabajos de actuación, pero la ha rechazado en la mayoría de ellas para centrarse en su carrera musical en el que considera su prioridad. En 1985 actuó en la serie Las divorciadas.
En 1986, formó parte del elenco de la telenovela Pobre juventud, con Lola Cortez, siendo así el primer trabajo que se realiza en México como actor. Al año siguiente regresó a Puerto Rico para actuar en la telenovela Tormento con quien compartió protagonismo junto con el cantante y actor colombiano Carlos Vives y bajo la dirección del venezolano Román Chalbaud en 1987. Entre 1988 y 1989 protagonizó otra telenovela, Sombras del pasado, junto a Marisol Calero.
En 1994 se interpretó a sí mismo en Volver a empezar junto con Yuri en México. En ese mismo año, también protagonizó al joven Alejandro en el drama Linda Sara frente a la ex Miss Universo, Dayanara Torres. Aquí en donde Chayanne interpretó el tema «Danza Sara», en el que forma parte de la banda sonora de la película y que fue escrita y dirigida por el puertorriqueño Jacobo Morales quien también es protagonista.
En 1998 protagonizó su primera película en Hollywood, interpretando a un bailarín cubano, junto con Vanessa Williams en Dance with Me.
Paralelamente, en el año 2001 regresó a la actuación como protagonista de la telenovela argentina Provócame, con Araceli González y Romina Yan, interpretando a Pedro Balmaceda, un recién llegado cuidador de caballos. En esta novela se puso una de sus canciones como tema principal como es la canción: "Hasta que el alma resista". También hizo una aparición como el sexy bailarín Sam Adams en la serie Ally McBeal (2001).
En 2004 realizó un cameo para la sitcom argentina La niñera. Al mismo tiempo, en 2006 realizó otro cameo para la telenovela argentina Sos mi vida.
En 2008 Chayanne interpretó el papel principal en una serie de televisión titulada Gabriel, en el papel de un vampiro. Para familiarizarse con el papel tuvo que adoptar un horario diario diferente: dormir durante el día y trabajar por la noche. Señaló que la producción quería "hacer que las cosas se vean tan reales como sea posible", pero que el proceso de adaptación fue difícil. La serie se estrenó el 28 de septiembre de 2008, en Mega TV. En 2010 Chayanne interpretó la voz para el doblaje latino de Flynn Rider en la película de Disney Enredados.
En 2011 realizó un cameo para la telecomedia argentina Los únicos, en donde compartió escena con la actriz Griselda Siciliani.

## Vida personal
En 1992, se casó con la exreina de belleza y abogada venezolana Marina “Marilisa” Elizabeth Maronese Pivetta (1968); quien es tía de Lele Pons. Con ella tiene dos hijos: Lorenzo Valentino, quien nació el 14 de agosto de 1997, e Isadora Sofía, quien nació el 10 de diciembre de 2000.

## Discografía

### Álbumes de estudio
- 1984: Chayanne es mi nombre
- 1986: Sangre latina
- 1987: Chayanne
- 1988: Chayanne
- 1990: Tiempo de vals
- 1992: Provócame
- 1996: Volver a nacer
- 1998: Atado a tu amor
- 2000: Simplemente
- 2003: Sincero
- 2005: Cautivo
- 2007: Mi tiempo
- 2010: No hay imposibles
- 2014: En todo estaré
- 2023: Bailemos otra vez

### Álbumes tributos
- 1994: Influencias

### Álbumes recopilatorios
- 2002: Grandes éxitos
- 2005: Desde siempre
- 2008: De piel a piel
- 2014: Personalidad
- 2017: Esencial

### Álbumes en vivo
- 2008: Vivo
- 2012: A solas con Chayanne

## Televisión
| Año       | Telenovela         | País           | Notas                |
| --------- | ------------------ | -------------- | -------------------- |
| 1980      | Generaciones       | Puerto Rico    | Protagonista juvenil |
| 1985      | Las divorciadas    | Puerto Rico    | Coprotagonista       |
| 1986      | Pobre juventud     | México         | Elenco               |
| 1988      | Tormento           | Puerto Rico    | Protagonista         |
| 1988-1989 | Sombras del pasado | Puerto Rico    | Protagonista         |
| 1994      | Volver a empezar   | México         | Protagonista         |
| 2001      | Provócame          | Argentina      | Protagonista         |
| 2006      | Sos mi vida        | Argentina      | Cameo                |
| 2008      | Gabriel            | Estados Unidos | Protagonista         |
| 2011      | Los únicos         | Argentina      | Cameo                |

## Cine
| Año  | Película                     | País           | Notas                     |
| ---- | ---------------------------- | -------------- | ------------------------- |
| 1994 | Linda Sara                   | Puerto Rico    | Protagonista              |
| 1998 | Baila conmigo                | Estados Unidos | Protagonista              |
| 2010 | Enredados                    | Estados Unidos | Doblador (Hispanoamérica) |
| 2021 | Sing 2: Ven y canta de nuevo | Estados Unidos | Doblador (Hispanoamérica) |

## Giras
- 1989: Chayanne Tour
- 1992: Provócame Tour
- 1996-1997: Volver a Nacer Tour
- 1998-1999; Atado A Tu Amor Tour
- 2002: Grandes Éxitos Tour
- 2004: Sincero Tour
- 2005: Juntos En Concierto Tour
- 2005-2006: Cautivo Tour
- 2007: Mi Tiempo Tour
- 2010: No Hay Imposibles Tour
- 2015-2016: En Todo Estaré Tour
- 2018-2020: Desde el Alma Tour
- 2024-2025: Bailemos Otra Vez Tour